# Sequera de Haza
Sequera de Haza är en kommun i Spanien.   Den ligger i provinsen Provincia de Burgos och regionen Kastilien och Leon, i den centrala delen av landet, 130 km norr om huvudstaden Madrid.